# Juan I (papa)
Juan I (Toscana, c. 470-Rávena, 18 de mayo de 526) fue el 53.er papa de la Iglesia católica, de 523 a 526. Es considerado santo por la Iglesia católica, que celebra su festividad el 18 de mayo.
Hijo de Constancio, nació en Siena, o bien el Castillo de Serena, en los alrededores de Chiusdino, pueblo en el sur de la Toscana, entre Siena y Grosseto, una pequeña fortaleza construida por Serena, esposa de Estilicón, en el siglo IV, destruida en la Edad Media y hoy desaparecida.
Era fraile en el momento de su elección como pontífice, sólo siete días después del fallecimiento de su antecesor.
Fue el primer papa en viajar a Constantinopla cuando el rey ostrogodo Teodorico el Grande lo envió, en 525, para que negociara con el emperador bizantino Justino I el cese de las persecuciones que contra los arrianos se producían en el imperio desde la publicación de un edicto imperial en 523.
El fracaso de su misión, ya que el decreto no había sido anulado, junto a las acusaciones de tibieza en las negociaciones con el emperador hicieron que a su regreso a Roma Teodorico lo hiciese encarcelar en Rávena,  capital del reino ostrogodo, donde murió martirizado el 18 de mayo de 526.
Sus restos fueron llevados a Roma y enterrados en la Basílica de San Pedro.